# Calfreisen
Calfreisen (Reto-Romaans: Chiaunreis; Italiaans (verouderd): Cafràssino) is een plaats en voormalige gemeente in het Zwitserse kanton Graubünden en maakt deel uit van het district Plessur.
Calfreisen telt 50 inwoners.

## Geschiedenis
Op 1 januari 2013 ging de daarvoor zelfstandige gemeente Calfreisen op in de gemeente Arosa.